# Caragana rosea
Caragana rosea är en ärtväxtart som beskrevs av Carl Maximowicz. Caragana rosea ingår i släktet karaganer, och familjen ärtväxter.

## Underarter
Arten delas in i följande underarter:
- C. r. longiunguiculata
- C. r. rosea